# Wormaldia luma
Wormaldia luma är en nattsländeart som beskrevs av Bueno-soria och Ralph W. Holzenthal 1986. Wormaldia luma ingår i släktet Wormaldia och familjen stengömmenattsländor. Inga underarter finns listade i Catalogue of Life.